# Раян Ньюджент-Гопкінс
Раян Ньюджент-Гопкінс (англ. Ryan Nugent-Hopkins, нар. 12 квітня 1993, Бернабі) — канадський хокеїст, центральний нападник, крайній нападник клубу НХЛ «Едмонтон Ойлерс». Гравець збірної команди Канади.

## Ігрова кар'єра
Хокейну кар'єру розпочав 2008 року в ЗХЛ виступами за юніорську команду «Ред-Дір Ребелс».
2011 року був обраний на драфті НХЛ під 1-м загальним номером командою «Едмонтон Ойлерс». 2 липня 2011 «нафтовики» з ним уклали трирічний контракт.
Дебютний матч в НХЛ у складі «Едмонтон Ойлерс» провів 9 жовтня 2011 відкривши лік своїм голам шайбою в ворота, що захищав Брент Джонсон («Піттсбург Пінгвінс»). 15 жовтня відзначився хет-триком розписавшись тричі в воротах «Ванкувер Канакс».
2 листопада 2011 року Раян був названий гравцем місяця за жовтень. 1 грудня 2011 року вже названий найкращим гравцем за листопад-місяць.
23 квітня 2012 Гопкінс був номінований на Пам'ятний трофей Колдера, зрештою приз дістався шведу Габріелю Ландескугу з «Колорадо Аваланч».
19 вересня 2013 Раян уклав семирічний контракт з «Ойлерс».
У сезоні 2014/15 був обраний на матч всіх зірок НХЛ 2015.
Шість тижнів сезону 2017/18 пропустив через травму. Після відновлення його перевели на лівий фланг до ланки Коннора Мак-Девіда. 23 квітня 2018 року Раян був номінований на Приз Кінга Кленсі.

## На рівні збірних
У складі юніорської збірної Канади став переможцем турніру Івани Глінки в 2010 році.
У складі молодіжної збірної Канади провів шість матчів.
З 2012 залучається до лав національної збірної Канади, чемпіон світу 2016 року, востаннє виступав за збірну на чемпіонаті світу 2018 року.
На Кубку світу 2016 виступав у складі збірної Північної Америки.

## Нагороди та досягнення
- Команда всіх зірок (молодіжна команда) — 2012.
- Учасник матчу усіх зірок НХЛ — 2015.

## Статистика

### Клубні виступи
| 2008–09      | «Ред-Дір Ребелс»       | ЗХЛ          | 5   | 2   | 4   | 6   | 0   | —  | — | — | —  | — |
| 2009–10      | «Ред-Дір Ребелс»       | ЗХЛ          | 67  | 24  | 41  | 65  | 28  | 4  | 0 | 2 | 2  | 0 |
| 2010–11      | «Ред-Дір Ребелс»       | ЗХЛ          | 69  | 31  | 75  | 106 | 51  | 9  | 4 | 7 | 11 | 6 |
| 2011–12      | «Едмонтон Ойлерс»      | НХЛ          | 62  | 18  | 34  | 52  | 16  | —  | — | — | —  | — |
| 2012–13      | «Оклахома-Сіті Беронс» | АХЛ          | 19  | 8   | 12  | 20  | 6   | —  | — | — | —  | — |
| 2012–13      | «Едмонтон Ойлерс»      | НХЛ          | 40  | 4   | 20  | 24  | 8   | —  | — | — | —  | — |
| 2013–14      | «Едмонтон Ойлерс»      | НХЛ          | 80  | 19  | 37  | 56  | 26  | —  | — | — | —  | — |
| 2014–15      | «Едмонтон Ойлерс»      | НХЛ          | 76  | 24  | 32  | 56  | 25  | —  | — | — | —  | — |
| 2015–16      | «Едмонтон Ойлерс»      | НХЛ          | 55  | 12  | 22  | 34  | 18  | —  | — | — | —  | — |
| 2016–17      | «Едмонтон Ойлерс»      | НХЛ          | 82  | 18  | 25  | 43  | 29  | 13 | 0 | 4 | 4  | 2 |
| 2017–18      | «Едмонтон Ойлерс»      | НХЛ          | 62  | 24  | 24  | 48  | 20  | —  | — | — | —  | — |
| 2018–19      | «Едмонтон Ойлерс»      | НХЛ          | 82  | 28  | 41  | 69  | 26  | —  | — | — | —  | — |
| Усього в НХЛ | Усього в НХЛ           | Усього в НХЛ | 539 | 147 | 237 | 382 | 168 | 13 | 0 | 4 | 4  | 2 |

### Збірна
| Рік                | Команда            | Турнір             | Місце              | І  | Г  | П  | О  | ШХ |
| ------------------ | ------------------ | ------------------ | ------------------ | -- | -- | -- | -- | -- |
| 2010               | Канада             | МІГ18              | 1                  | 5  | 5  | 2  | 7  | 6  |
| 2012               | Канада             | ЧС                 | 5-е                | 8  | 4  | 2  | 6  | 4  |
| 2013               | Канада             | МЧС                | 4-е                | 6  | 4  | 11 | 15 | 4  |
| 2016               | Північна Америка   | КС                 | 5-е                | 3  | 1  | 2  | 3  | 2  |
| 2018               | Канада             | ЧС                 | 4-е                | 10 | 5  | 3  | 8  | 2  |
| Молодіжна збірна   | Молодіжна збірна   | Молодіжна збірна   | Молодіжна збірна   | 11 | 9  | 13 | 22 | 10 |
| Національна збірна | Національна збірна | Національна збірна | Національна збірна | 21 | 10 | 7  | 17 | 8  |